# Мельтинген
Мельтинген (нем. Meltingen) — коммуна в Швейцарии, в кантоне Золотурн. 
Входит в состав округа Тирштайн. Население составляет 633 человека (на 31 декабря 2007 года). Официальный код — 2620.